# Lycenchelys maculata
Lycenchelys maculata és una espècie de peix de la família dels zoàrcids i de l'ordre dels perciformes.

## Morfologia
- Els mascles poden assolir 29,8 cm de longitud total.
- Nombre de vèrtebres: 138-147.[3][4]

## Hàbitat
És un peix marí i d'aigües profundes que viu entre 200-300 m de fondària.

## Distribució geogràfica
Es troba al Pacífic nord-occidental: el Japó i Rússia.

## Observacions
És inofensiu per als humans.